# 하파에우 리마 페레이라
하파에우 리마 페레이라(포르투갈어: Rafael Lima Pereira, 1993년 4월 1일 ~ )는 하피냐로 불리는 브라질의 축구 선수로, 포지션은 공격수이다. 대전 시티즌에서 임대 신분으로 뛴 바 있으며 K리그 등록명은 하피냐였다.